# Vărăncău (Soroca)
Vărăncău è un comune della Moldavia situato nel distretto di Soroca di 3.950 abitanti al censimento del 2004.

## Località
Il comune è formato dall'insieme delle seguenti località (popolazione 2004):
- Vărăncău (1.714 abitanti)
- Slobozia-Cremene (1.461 abitanti)
- Slobozia-Vărăncău (775 abitanti)